# Повіт Сімамакі
Пові́т Сімама́кі (яп. 島牧郡, しままきぐん, МФА: [ɕimamakʲi guɴ]) — повіт в Японії, в окрузі Сірібесі префектури Хоккайдо.